# Црква Светог оца Николаја Мирликијског Чудотворца у Брњару
Црква Светог оца Николаја Мирликијског Чудотворца у Брњару, насељеном месту на територији Општине Бујановац, православни је храм који припада Епархији врањској Српске православне цркве.
Црква посвећена Светом оцу Николају Мирликијском Чудотворцу саграђена је 1994. године, на темељима старе цркве, која је услед дотрајалости урушена.
Пре почетка изградње, на рушевинама старе цркве пронађена је камен-плоча, на којој пише: Овај божанствени храм Светог Архијереја и Чудотворца Николе обнови се у лето седам хиљадито петог месеца маја двадесетог дана (1497).
Данас се ова плоча чува у Народном музеју у Врању.